# Auster-Inseln
Die Auster-Inseln sind eine kleine Inselgruppe vor der Küste des ostantarktischen Mac-Robertson-Lands. Sie liegen am nordöstlichen Ende der Robinson-Gruppe in einer Entfernung von 9 km nördlich des Kap Daly.
Kartiert wurden sie anhand von Vermessungsarbeiten und Luftaufnahmen, die im Rahmen der Australian National Antarctic Research Expeditions zwischen 1959 und 1966 durchgeführt wurden bzw. entstanden. Das Antarctic Names Committee of Australia (ANCA) benannte sie nach der nahegelegenen Auster Rookery, einer Brutkolonie von Kaiserpinguinen, und dem Umstand, dass die Inseln als Ausgangsbasis für die Erkundung dieser Kolonie dienten. Namensgeber für die Inseln wie für die Pinguinkolonie ist der britische Flugzeughersteller Auster Aircraft, dessen Modelle bei den Erkundungsarbeiten der Australian National Antarctic Research Expeditions zum Einsatz kamen.